# Brandon Smith (Schauspieler)
Brandon Enoch Smith (* 13. August 1952 in Harris County, Texas; † 27. Oktober 2023 in Houston, Texas) war ein US-amerikanischer Schauspieler und Regisseur, der in über einhundert Film- und Fernsehproduktionen sowie in über dreihundert Theaterstücken mitwirkte bzw. Regie führte.

## Leben
Smith war der Sohn von Chris Wilson und Thaddeus Smith Jr. und wurde von seinem Stiefvater Jim Jeter aufgezogen. Er wuchs auf einer Ranch in der Nähe von Barker und Katy zusammen mit seinen Brüdern Thaddeus „Bo“ Smith III und Christopher „Dutch“ Smith auf. Zur Familie im Vereinigten Königreich gehörten seine Schwester Kelly Smith und sein Bruder Will Smith.
Er besuchte die Lanier Junior High School und später die Lamar High School in Houston. Im Alter von neun Jahren absolvierte er ein Praktikum unter Nina Vance am alten Alley Theatre, wo er unter anderem in A Lie of the Mind spielte. Während und nach seiner Schulzeit spielte er am Actors Theatre, am Houston Theatre Center und im Alley Theatre. Später studierte er Schauspiel an der East 15 Acting School in London, der Old Vic Theatre School in Bristol und der Jacques-Lecoq-Schauspielschule in Paris, spielte aber regelmäßig in seiner Heimatstadt.
Er war in erster Ehe mit Margaret Laurence verheiratet und in zweiter Ehe, bis zu seinem Tod, mit Kate Revnell. Smith starb im Alter von 71 Jahren in einem Hospiz und wurde von seiner zweiten Frau, Kate Revnell-Smith, seinem Sohn Theo, seiner Tochter Tempest und seinem Sohn Thaddeus Smith Jr. überlebt.

## Karriere
Neben der Arbeit auf der Bühne war Smith regelmäßig vor der Kamera zu sehen. Erste Rollen hatte er 1970 in dem Fernsehfilm My Sweet Charlie und 1972 in der Fernsehserie Number 96.
Bekannt wurde er durch Haupt- und Nebenrollen in Filmen wie Powder aus dem Jahr 1995, Jeepers Creepers – Es ist angerichtet aus dem Jahr 2001 und dessen Fortsetzung Jeepers Creepers 3 (2017), Alamo – Der Traum, das Schicksal, die Legende aus dem Jahr 2004, No Country for Old Men aus dem Jahr 2007 und Bernie – Leichen pflastern seinen Weg aus dem Jahr 2011. Er war auch in Fernsehserien wie Weg in die Wildnis, The Young Riders, Fackeln im Sturm – Buch 3, Walker, Texas Ranger und Into the West – In den Westen zu sehen. Letztmalig vor der Kamera stand er im Jahr 2020 in einer Folge der Fernsehserie 5th Ward.
Auch wenn er sowohl in den gesamten Vereinigten Staaten als auch in England, Australien und Kanada auf der Bühne und vor der Kamera stand, blieb er  immer seiner texanischen Heimat verbunden. So unterrichtete er Schauspiel an der Theater- und Schauspielschule, „Studio VII“, seiner Mutter. Er wurde 2012 auf dem Gulf Coast Film & Video Festival mit dem Lifetime Achievement Award geehrt und erhielt im Jahr 2021 den Ernie Robertson Award.
Im deutschen Sprachraum wurde Smith unter anderem von Detlef Bierstedt, Claus Brockmeyer, Wolfgang Condrus, Hermann Ebeling, Claus Fuchs, Michael Gahr, Norbert Gastell, Helmut Gauß, Karl-Heinz Grewe, Hans Hohlbein, Peter Kirchberger, Frank Kirschgens, Reinhard Kuhnert, Peter Lakenmacher, Ernst Meincke, Hans-Rainer Müller, Hartmut Neugebauer, Klaus Nietz, Bernd Rumpf, Rüdiger Schulzki, Michael Telloke, Michael Tietz, Josef Tratnik, Helmut Winkelmann, Hans-Jürgen Wolf und Volker Wolf synchronisiert.

## Filmografie (Auswahl)

### Film
- 1970: My Sweet Charlie (Fernsehfilm)
- 1984: License to Kill (Fernsehfilm)
- 1988: Die Trottel vom Texas-Grill
- 1989: Ich kann mein Herz nicht teilen (Fernsehfilm)
- 1989: …und ihr Traum wird wahr (Fernsehfilm)
- 1989: Final Game – Die Killerkralle
- 1989: Blaze – Eine gefährliche Liebe
- 1990: Dark Angel
- 1990: Challenger (Fernsehfilm)
- 1990: RoboCop 2
- 1990: Dan Turner, Hollywood Detective (Video)
- 1991: Tag der Angst (Fernsehfilm)
- 1991: Geliebt von einer Mörderin (Fernsehfilm)
- 1991: Der Mann meiner Frau
- 1991: Fieberhaft – Undercover in der Drogenhölle
- 1992: Bitterer Triumph (Fernsehfilm)
- 1992: Eine mörderische Freundschaft (Fernsehfilm)
- 1992: Haus der Drachen (Fernsehfilm)
- 1993: Fatal Deception: Mrs. Lee Harvey Oswald (Fernsehfilm)
- 1993: Perfect World
- 1994: Unschuldig hinter Gittern (Fernsehfilm)
- 1994: Hinrichtung live – Die Bestie muss sterben! (Fernsehfilm)
- 1994: Sündige Vergangenheit (Fernsehfilm)
- 1995: Powder
- 1995: Der Mörder in ihrem Bett (Texas Justice) (Fernsehfilm)
- 1996: Zur Lüge gezwungen (Forgotten Sins) (Fernsehfilm)
- 1997: Liebe aus zweiter Hand (The Only Thrill)
- 1997: The Rage – Im Rausch der Gewalt
- 1998: Cadillac Jack – Ein Cowboy gibt nie auf! (Fernsehfilm)
- 1998: Mr. Murder – Er wird dich finden… (Fernsehfilm)
- 1999: Kommandounternehmen ATF-One (Fernsehfilm)
- 2000: King of the World (Fernsehfilm)
- 2001: Jeepers Creepers – Es ist angerichtet
- 2002: Freche Biester! (Slap Her... She’s French)
- 2002: Die Entscheidung – Eine wahre Geschichte (The Rookie)
- 2003: The Face of the Serpent
- 2004: Alamo – Der Traum, das Schicksal, die Legende
- 2005: Heartless (Fernsehfilm)
- 2006: Paradise, Texas
- 2007: Bordertown
- 2007: No Country for Old Men
- 2007: An American Tragedy (Kurzfilm)
- 2008: Cook County
- 2008: Maidenhead
- 2008: Living Proof (Fernsehfilm)
- 2008: Sex & Lies in Sin City (Fernsehfilm)
- 2009: Spirit Camp
- 2010: A Gangland Love Story
- 2011: Bernie – Leichen pflastern seinen Weg
- 2012: The Last Mark: Die letzte Chance
- 2014: Dawn of the Crescent Moon
- 2017: Jeepers Creepers 3

### Fernsehserien
- 1972: Number 96
- 1979: Prisoner
- 1982: Magnum
- 1989: Der Ruf des Adlers (Miniserie)
- 1990: 7 für die Gerechtigkeit (The Young Riders, 1 Folge)
- 1992: Scharfe Waffen – Heiße Kurven
- 1994: Fackeln im Sturm – Buch 3 (Miniserie)
- 1994–1999: Walker, Texas Ranger
- 1995: Pointman
- 1998: From the Earth to the Moon (Miniserie)
- 2005: Into the West – In den Westen (Miniserie)
- 2005: F.B.I. – Dem Verbrechen auf der Spur (Dokumentation)
- 2006: Prison Break
- 2006: Laws of Chance
- 2008–2010: Friday Night Lights
- 2010: The Deep End
- 2010: Lone Star
- 2010: The Good Guys
- 2014: Hysteria
- 2014–2015: From Dusk Till Dawn
- 2017: Hawaii Five-0
- 2020: 5th Ward